# Газифікація водовугільної суспензії за методом «Texaco»
Технологія газифікації водовугільної пульпи за методом «Texaco» — це передова технологія газифікації вугілля другого покоління.
Процес газифікації за даною технологією включає завантаження водовугільній пульпи, рідке шлаковидалення, нагнітальну газифікацію в потоці пилоподібного вугілля. Водовугільна пульпа з чистим киснем вступають в реакцію при високій температурі і тиску, і випускають газ.
Технологія газифікації водовугільній пульпи за методом «Texaco» характеризується не жорсткими вимогами до якості вугільної сировини.
Крім бурого вугілля з високою вологістю, можуть
використовуватися як сировина різне кам'яне вугілля, нафтовий кокс і шлак з скраплення вугілля
способом гідрування. Основна сировина — молоде кам'яне вугілля, також висувається
мало вимог до зернистості, спікливості і сірчистості вугілля.
Підготовлену водовугільну пульпу
перекачують діафрагмовим насосом, операція безпечна зі зручним управлінням.
Процес газифікації менше впливає на навколишнє середовище, не виділяється дьоготь,
нафталін, фенол та інші забруднюючі речовини, тому полегшується обробка стічних
вод і досягаються показники скидів. Отриманий при високій температурі шлак після
охолодження і затвердіння може використовувати як будівельний матеріал, навіть заривання
шлаку в землю не впливає на навколишнє середовище.